# Henry William Menard

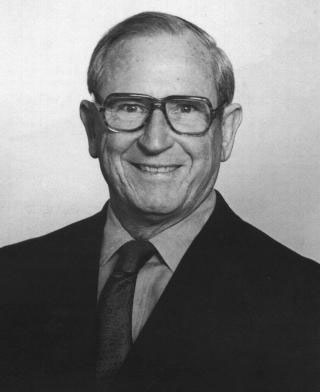
Henry William Menard (um 1980)

Henry William Menard (* 10. Dezember 1920 in Fresno, Kalifornien; † 9. Februar 1986 in La Jolla, Kalifornien) war ein US-amerikanischer Geologe und Ozeanograph. Er war ein einflussreicher Meeresgeologe in den USA und ein früher Befürworter der Plattentektonik, für deren Durchsetzung er durch seine meeresgeologische Forschung viel tat.
Menard studierte Geologie am Caltech mit dem Bachelor-Abschluss 1942 und dem Master-Abschluss 1947, unterbrochen von Wehrdienst im Zweiten Weltkrieg als Luftbildauswerter im Südpazifik. 1949 wurde er an der Harvard University in Meeresgeologie promoviert. Danach war er am Electronics Laboratory der US Navy in San Diego in der Studiengruppe für Meeresböden und die Geomorphologie der Ozeanböden wurde in den 1950er Jahren sein Hauptforschungsgebiet. 1955 wurde er Associate Professor für Geologie an der Scripps Institution of Oceanography der University of California, San Diego. 1961 erhielt er dort eine volle Professur und blieb dort von zwei Unterbrechungen abgesehen den Rest seiner Karriere. Dort war er an vielen ozeanographischen Expeditionen beteiligt. 1965/66 war er ein Jahr Berater im Office of Science and Technology Policy des US-Präsidenten in Washington, D.C. und 1978 bis 1981 war er Direktor des United States Geological Survey. 1981 war er wieder an der Scripps Institution.
Menard eröffnete  ab den 1950er Jahren auch mit Kollegen eine Tauch- und Beratungsfirma für Meeresforschung, die unter anderem ATT bei der Verlegung von Unterwasserkabeln beriet. 1968 wurde er Mitglied der National Academy of Sciences, 1975 der American Academy of Arts and Sciences und er war Fellow der Royal Society. 1985 erhielt er den William Bowie Medal der American Geophysical Union.

## Schriften
- "Marine Geology of the Pacific", McGraw Hill 1964
- "Anatomy of an Expedition", McGraw Hill 1969 (Aufzeichnungen der Nova Expedition 1967)
- "Science: Growth and Change", Harvard University Press 1971 ISBN 0-674-79280-7
- "Geology, Resources, and Society. An Introduction to Earth Science", Freeman, San Francisco 1974 ISBN 0-7167-0260-6
- Herausgeber "Ocean Science. Readings from Scientific American", Freeman, San Francisco 1978,  ISBN 0-7167-0013-1
- "Islands", Scientific American Library, Freeman, San Francisco 1986 ISBN 0-7167-5017-1
- Herausgeber mit Jane Schreiber: Oceans, our continuing frontier, Del Mar 1976
- "Ocean of Truth: A Personal History of Global Tectonics", Princeton University Press 1986 ISBN 0-691-08414-9